# Ankylosauridae
Ankylosauridae (giáp long đuôi chùy) là một họ giáp long đã xuất hiện 125 triệu năm trước (cùng với một họ giáp long khác là họ Nodosauridae (giáp long xương kết)) và tuyệt chủng 65 triệu năm trước trong sự kiện tuyệt chủng Phấn Trắng-Cổ Cận. Giáp long đuôi chùy đã được tìm thấy ở miền tây Bắc Mỹ, Châu Âu và Đông Á, mặc dù mẫu vật tốt là rất hiếm, nhất là chỉ được biết đến từ các mảnh xương.

## Cây phát sinh chủng loại
Hai phân họ nói chung là được công nhận, Ankylosaurinae và Polacanthinae.
- Cận bộ Ankylosauria
  - Họ Ankylosauridae 
    - Aletopelta
    - Cedarpelta
    - Gobisaurus
    - Minotaurasaurus
    - Shamosaurus
    - Tatankacephalus
    - Phân họ Ankylosaurinae
      - Ankylosaurus
      - Euoplocephalus
      - Nodocephalosaurus
      - Pinacosaurus
      - Saichania
      - Shanxia
      - Talarurus
      - Tarchia
      - Tianzhenosaurus
      - Tsagantegia

    - Phân họ Polacanthinae
      - Gargoyleosaurus
      - Gastonia
      - Hoplitosaurus
      - Hylaeosaurus
      - Mymoorapelta
      - Polacanthus